# 弗拉迪米爾·阿札札
弗拉迪米爾·阿札札（俄語：Владимир Георгиевич Ажажа，1927年11月7日—2018年9月11日）是俄羅斯幽浮學家，曾為海軍軍官。
自1976年開始研究不明飛行物。1980年起擔任莫斯科UFO委員會主任，1991年起擔任美國－俄羅斯空中現象研究協會理事。1992年起擔任MUFON在歐俄地區的協調員、後來則擔任在整個俄羅斯地區的協調員。1999年當選俄羅斯自然科學院院士。